# Glutamate synthase (NADPH)
Pour les articles homonymes, voir Glutamate synthase.
La glutamate synthase à NADPH est une oxydoréductase qui catalyse la réaction :
L-glutamine + α-cétoglutarate + NADPH + H+  {\displaystyle \rightleftharpoons }  2 L-glutamate + NADP+ (réaction globale)
réaction 1 : L-glutamine + H2O  {\displaystyle \rightleftharpoons }  L-glutamate + NH3
réaction 2 : NH3 + α-cétoglutarate + NADPH + H+  {\displaystyle \rightleftharpoons }  L-glutamate + NADP+ + H2O.
Cette enzyme intervient dans le métabolisme de l'azote et du glutamate. Elle est constituée de deux sous-unités, notées α et β :
- la sous-unité α est constituée de deux domaines, l'un hydrolysant la L-glutamine en L-glutamate avec libération de NH3 (réaction 1), l'autre fixant ce dernier sur une molécule α-cétoglutarate pour donner une seconde molécule de L-glutamate (réaction 2) ;
- la sous-unité β transfère les électrons du NADPH à travers un centre fer-soufre [3Fe-4S], deux centres fer-soufre [4Fe-4S], du FMN et du FAD.

La molécule d'ammoniac est acheminée entre les deux domaines de la sous-unité α à travers un conduit large de 32 Å. La sous-unité β stabilise cette fonction et son absence peut conduire à la production d'ammonium NH4+ à la place d'ammoniac.
Cette enzyme est présente chez les bactéries, et est importante car elle fournit le glutamate utilisé par la glutamine synthétase pour former la glutamine par fixation d'une molécule d'ammoniac NH3,.